# Jack Donohue (regista)
Jack Donohue, nato John Francis Donohue (Brooklyn, 3 novembre 1908 – Marina del Rey, 27 marzo 1984), è stato un regista, produttore televisivo e attore statunitense.

## Vita privata
Nel 1928 è sposò l'attrice, cantante e ballerina Marilyn Miller, da cui divorziò.
Dal 1936 fino al divorzio nel 1950 fu sposato con l'attrice norvegese-svedese Tutta Rolf, dalla quale ebbe una figlia.

## Filmografia parziale

### Regista

#### Cinema
- Close-Up (1948)
- L'autista pazzo (The Yellow Cab Man) (1950)
- Prego sorrida! (Watch the Birdie) (1950)
- Un pizzico di fortuna (Lucky Me) (1954)
- Babes in Toyland (1961)
- Patto a tre (Marriage on the Rocks) (1965)
- U-112 assalto al Queen Mary (Assault on a Queen) (1966)

#### Televisione
- The Frank Sinatra Show - serie TV, 30 episodi (1950-1952)
- The Red Skelton Show - serie TV, 15 episodi (1954-1955)
- The Colgate Comedy Hour - serie TV, 3 episodi (1954-1955)
- The George Gobel Show - serie TV, 7 episodi (1957-1958)
- The Frank Sinatra Show - serie TV, 19 episodi (1957-1958)
- The Ed Wynn Show - serie TV, 6 episodi (1958-1959)
- Startime - serie TV, 3 episodi (1959-1960)
- Margie - serie TV, 4 episodi (1961-1962)
- Mr. and Mrs. - film TV (1964)
- Vacation Playhouse - serie TV, 2 episodi (1963, 1966)
- Lucy Show (The Lucy Show) - serie TV, 107 episodi (1962-1968)
- Disneyland - serie TV, 3 episodi (1961-1969)
- The Jim Nabors Hour - serie TV, 4 episodi (1969-1970)
- The Paul Lynde Show - serie TV, 4 episodi (1972-1973)
- Here's Lucy - serie TV, 35 episodi (1968-1974)
- La strana coppia (The Odd Couple) - serie TV, 14 episodi (1971-1975)
- Chico and the Man - serie TV, 69 episodi (1975-1978)
- Lucy Moves to NBC - film TV (1980)

### Produttore televisivo
- The Frank Sinatra Show - serie TV, 24 episodi (1950-1951)
- The Red Skelton Show - serie TV, 14 episodi (1954-1955)
- The Colgate Comedy Hour - serie TV, 4 episodi (1954-1955)
- The George Gobel Show - serie TV, 7 episodi (1957-1958)
- Startime - serie TV, 3 episodi (1959-1960)
- Lucy Show (The Lucy Show) - serie TV, 46 episodi (1963-1965)

### Attore

#### Cinema
- Un angolo di paradiso (Our Little Girl), regia di John S. Robertson (1935) - non accreditato
- Rhythm in the Air, regia di Arthur B. Woods (1936)
- Corpo militare britannico in oriente (O.H.M.S.), regia di Raoul Walsh (1937) - non accreditato
- Keep Smiling, regia di Monty Banks (1938)
- Babes in Toyland, anche regista (1961) - non accreditato
- Win, Place or Steal, regia di Richard Bailey (1974)

#### Televisione
- Lucy Show (The Lucy Show) - serie TV, 2 episodi (1963)
- Here's Lucy - serie TV, 3 episodi (1968-1974)
- Lucy Gets Lucky - film TV (1975)